# Cathay Pacific
Cathay Pacific Limited é uma companhia aérea com sede em Hong Kong, operando com mais de 90 destinos em todo o mundo. É considerada uma das 10 melhores companhias aéreas do mundo. Em 2014 ganhou o prêmio de companhia aérea do ano pela Skytrax. E em 2016 ganhou como a companhia aérea mais segura do mundo.

## Frota

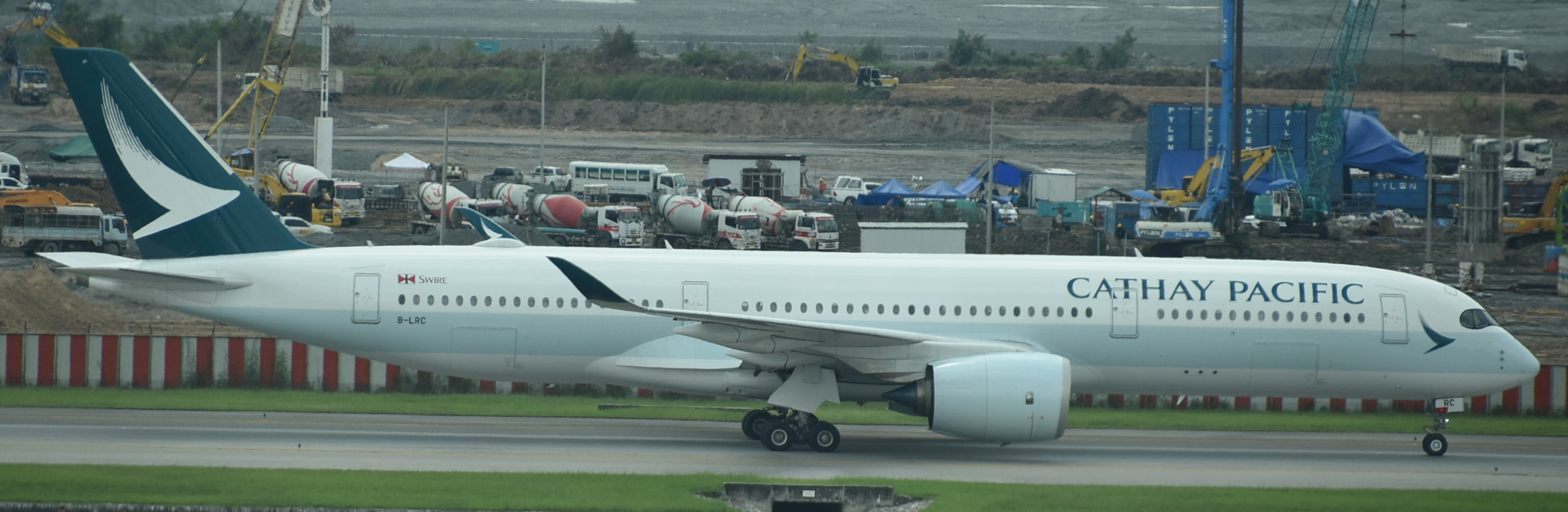
Airbus A350 da Cathay Pacific.

Em 14 de Janeiro de 2024, a frota era composta por.
| Modelo           | Quantidade | Notas |
| ---------------- | ---------- | ----- |
| Airbus A321-200  | 2          |       |
| Airbus A321Neo   | 12         |       |
| Airbus A330-300  | 42         |       |
| Airbus A350-900  | 30         |       |
| Airbus A350-1000 | 18         |       |
| Boeing 747-400F  | 6          | Cargo |
| Boeing 747-8F    | 14         | Cargo |
| Boeing 777-300   | 17         |       |
| Boeing 777-300ER | 39         |       |
| Total            | 180        |       |